# Falcone (Sicília)

Ubicació de Falcone (Sicília) dins la província

Falcone (sicilià Falcuni) és un municipi italià, dins de la ciutat metropolitana de Messina. L'any 2007 tenia 2.910 habitants. Limita amb els municipis de Furnari, Montalbano Elicona, Oliveri i Tripi.

## Administració
| Període | Identitat     | Partit |
| ------- | ------------- | ------ |
| 2006-   | Santi Cirella | AN     |